# 創造博物館
創造博物館（そうぞうはくぶつかん、英語: Creation Museum）は、アメリカ合衆国のケンタッキー州ブーン郡ピーターズバーグ（en）に建てられた博物館。創世博物館とも訳されている。創造科学と若い地球説を支持するキリスト教弁証学的布教団体アンサーズ・イン・ジェネシス（Answers in Genesis）が2007年に設立した。
同館は旧約聖書『創世記』の字義通り、記述そのままに天地創造がなされ、科学的にも実証できるという立場(創造科学)をとり、進化論を否定する。また、地球の年齢は数千年とする若い地球説を支持している。この主張に基づき、ヒトと恐竜が同じ時代に生活する様子を表現した展示物も置かれている。
2009年には無神論者の招待を企画し、これに応じた学生団体のメンバー304人が同年8月7日に創造博物館を訪れた。
アメリカでの創造論と進化論の議論は盛んであり、米世論調査企業ギャラップ（Gallup）が2010年2月11日に発表した調査結果によると、進化論を信じていると答えた米国人は40％であり、過去10年間に行われた調査においても、44-47％の人が創造説を支持している。

館の入口に飾られた恐竜の模型

## 参照
1. ↑  “Creation Museum”「創造博物館」を訪ねる（スワンソン、ポール）[リンク切れ]
2. ↑  【画像】　米創造博物館　「無神論者」を招待　2009年9月5日[リンク切れ]